# Manfred Melzer

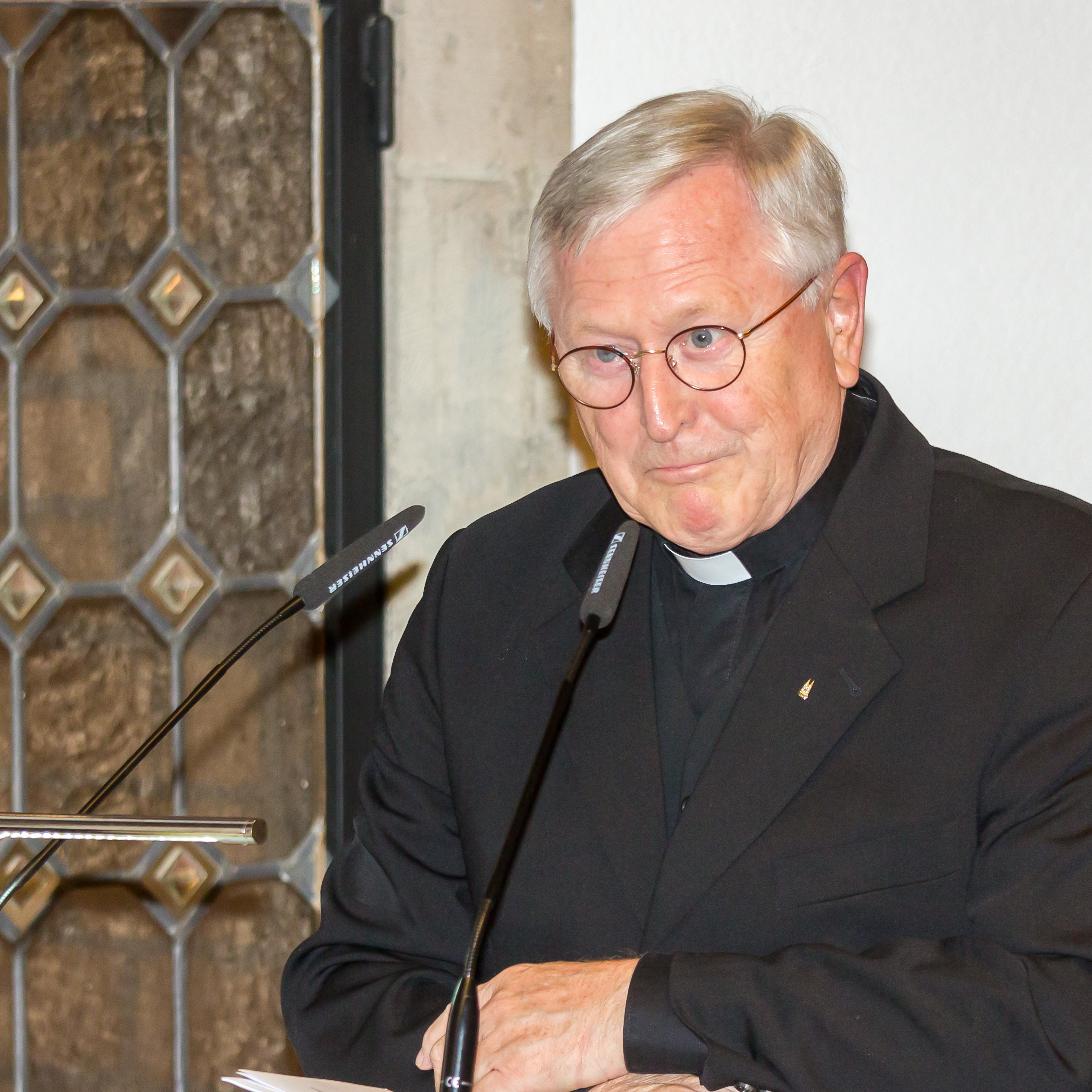
Weihbischof Manfred Melzer (2014)

Manfred Melzer (* 28. Februar 1944 in Solingen-Ohligs; † 9. August 2018 in Frechen) war ein römisch-katholischer Geistlicher und Weihbischof im Erzbistum Köln.

## Leben

Bischofswappen

Nach dem Abitur am Staatlichen Quirinus-Gymnasium in Neuss studierte Melzer Philosophie und Katholische Theologie in Bonn, Freiburg im Breisgau und Köln. Von Beginn seines Studiums an war Melzer Mitglied der Theologenverbindung V.k.Th. Burgundia Bonn.
Am 1. Februar 1971 wurde Manfred Melzer durch Weihbischof Augustinus Frotz zum Diakon geweiht. Das Sakrament der Priesterweihe empfing er am 1. Februar 1972 im Kölner Dom durch Erzbischof Joseph Kardinal Höffner. Nach einer kurzen Zeit als Kaplan an St. Adolphus in Düsseldorf, Religionslehrer am Rückert-Gymnasium und als Dekanatsjugendseelsorger ernannte ihn der Kölner Erzbischof Joseph Kardinal Höffner zu seinem Erzbischöflichen Kaplan und Geheimsekretär. 1978 wurde er zusätzlich zum Domvikar an der Hohen Domkirche in Köln ernannt, blieb aber Sekretär des Erzbischofs bis zu dessen Tod im Jahre 1987. Drei Jahre zuvor ernannte ihn Papst Johannes Paul II. zum Monsignore.
Seit 1988 war Melzer Pfarrer an St. Michael in Waldbröl. Am 9. Juni 1995 wurde er von Papst Johannes Paul II. zum Titularbischof von Carinola und Weihbischof in Köln ernannt. Die Bischofsweihe empfing er durch den Kölner Erzbischof Joachim Kardinal Meisner am 10. September 1995 im Kölner Dom. Mitkonsekratoren waren die Kölner Weihbischöfe Klaus Dick und Josef Plöger. Seither war Manfred Melzer für den Pastoralbezirk Mitte des Erzbistums Köln zuständig, der die Stadt Köln, den Rhein-Erft-Kreis und die Stadt Leverkusen mit insgesamt 20 Dekanaten umfasst. Zugleich ernannte ihn der Erzbischof zum Bischofsvikar für die Frauenorden im Erzbistum Köln. 1998 wurde Melzer ins Metropolitankapitel gewählt.
Kardinal Rainer Woelki erneuerte seine Ernennung zum Bischofsvikar für die Frauenorden am 30. Oktober 2014 und beauftragte ihn am 14. April 2015 zusätzlich als Bischofsvikar für die Sorge um ältere und kranke Priester.
Als Mitglied der Deutschen Bischofskonferenz gehörte er der Pastoralkommission und der Kommission für Fragen der Weltkirche an. Von 2006 bis 2011 war Melzer Beauftragter der Bischofskonferenz für die Polizeiseelsorge in den Länderpolizeien. Seit 2011 war er Leiter der bischöflichen Unterkommission für Missionsfragen. Manfred Melzer war seit 2004 Vorsitzender des Deutschen Lourdes Verein Köln e. V.
Melzer engagierte sich für zahlreiche Sozialprojekte im Heiligen Land. 1984 wurde er von Kardinal-Großmeister Maximilien Kardinal de Fürstenberg zum Großoffizier des Ritterordens vom Heiligen Grab zu Jerusalem ernannt und am 19. Mai 1984 im Würzburger Dom durch Franz Hengsbach, Großprior der deutschen Statthalterei, investiert. Melzer war Mitglied des Deutschen Vereins vom Heiligen Lande.
Am 2. Mai 2012 wurde Melzer, selbst Ur-Mitglied einer Hausverbindung des Collegium Albertinum in Bonn, der VKTh Burgundia Bonn, mit der Ehrenmitgliedschaft der katholischen Studentenverbindung KDStV Ripuaria Bonn geehrt, welcher er bereits seit Studientagen nahestand.
Nach der Annahme des Rücktrittsgesuchs von Kardinal Meisner durch den Papst leitete Melzer am 28. Februar 2014 vorübergehend als dienstältester Weihbischof das Kölner Erzbistum, bis das Domkapitel Stefan Heße zum Diözesanadministrator wählte.
Papst Franziskus nahm am 5. Juni 2015 Melzers vorzeitigen Rücktritt an, der in einer Pressemitteilung des Erzbistums vom selben Tag als „gesundheitsbedingt“ bezeichnet wurde. Melzer starb am 9. August 2018 und wurde am 20. August 2018 auf dem Domherrenfriedhof am Ostchor des Kölner Doms beigesetzt.

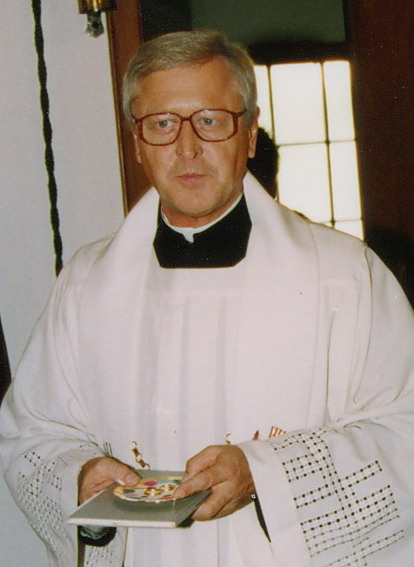
1994 in Waldbröl
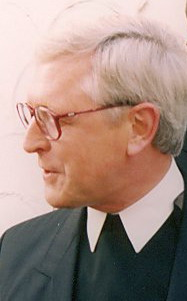
1994 in Waldbröl
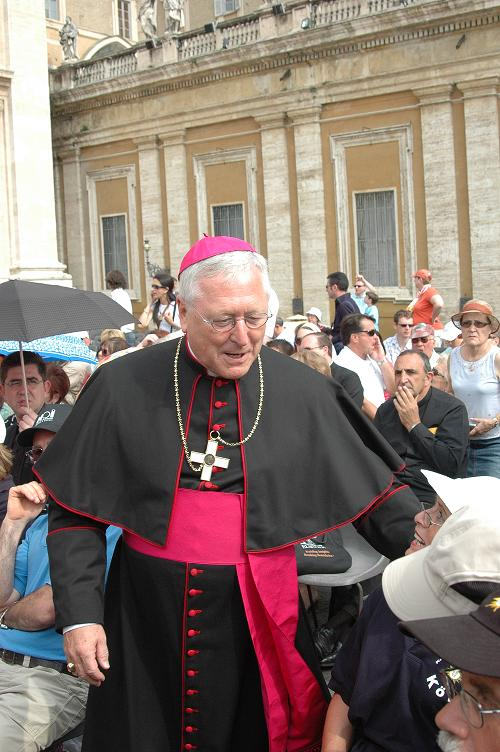
Am 11. Juni 2008 in Rom, Wallfahrt der katholischen Polizeiseelsorge Köln